# Hartsville (Indiana)
Hartsville – miasto w Stanach Zjednoczonych, w stanie Indiana, w hrabstwie Bartholomew.